# Antonis L. Lazarou
Antonis „L.“ Lazaros Lazarou (griechisch Αντώνης Λάζαρος Λαζάρου; * 8. Juni 1973) ist ein zypriotischer Badmintonspieler.

## Karriere
Antonis L. Lazarou wurde 1993 zypriotischer Meister im Herrendoppel mit Evandros Votsis. 1995 nahm Lazarou im Herrendoppel, Herreneinzel und im Mixed an den Badminton-Weltmeisterschaften teil. Er verlor dabei jeweils in Runde eins und wurde somit 65. im Doppel und im Mixed sowie 129. im Einzel.

## Sportliche Erfolge
| Saison | Veranstaltung                 | Disziplin    | Platz | Name                                 |
| ------ | ----------------------------- | ------------ | ----- | ------------------------------------ |
| 1993   | Zypern: Einzelmeisterschaften | Herrendoppel | 1     | Evandros Votsis / Antonis L. Lazarou |
| 1995   | Weltmeisterschaft             | Herrendoppel | 65    | Antonis L. Lazarou / Nicolas Pissis  |
| 1995   | Weltmeisterschaft             | Mixed        | 65    | Antonis L. Lazarou / Maria Iasonos   |
| 1995   | Weltmeisterschaft             | Herreneinzel | 129   | Antonis L. Lazarou                   |

## Referenzen
- Antonis L. Lazarou beim Badminton-Weltverband

| Personendaten    | Personendaten                                      |
| ---------------- | -------------------------------------------------- |
| NAME             | Lazarou, Antonis L.                                |
| ALTERNATIVNAMEN  | Λαζάρου, Αντώνης Λάζαρος; Lazarou, Antonis Lazaros |
| KURZBESCHREIBUNG | zypriotischer Badmintonspieler                     |
| GEBURTSDATUM     | 8. Juni 1973                                       |